# Leptobrachium leucops
Leptobrachium leucops és una espècie d'amfibi que viu a, Vietnam. Està amenaçada d'extinció per la pèrdua del seu hàbitat natural. L'espècie va ser descoberta per científics al Vietnam.